# Al-Khujandi
Abu Mahmud Hamid ibn al-Khidr Al-Khujandi est un astronome perse du Xe siècle né aux alentours de 940 et mort en 1000. Il aida à construire un observatoire à Ray, près de Téhéran, en Iran.
Les seuls faits connus à propos de sa vie proviennent de ses écrits et des commentaires faits par Nasir ad-Din at-Tusi. Selon lui, Al-Khujandi était un des gouverneurs d'une tribu mongole dans la région de Khodjent (aujourd'hui au Tadjikistan), il appartenait donc vraisemblablement à la noblesse.
Khujandi travailla sous la direction de l'émir buwayhide de Ray, où il est connu pour avoir construit un gigantesque sextant astronomique (en) mural en 994.